# Grammy Awards 2022
Die Grammy Awards 2022 waren die 64. Vergabe der Grammys, des wichtigsten US-amerikanischen Musikpreises. Musiker, Liedautoren und weitere erfolgreiche Akteure des Musikgeschäfts wurden in 86 verschiedenen Kategorien ausgezeichnet. Grundlage waren Veröffentlichungen zwischen dem 1. September 2020 und dem 30. September 2021. Die Nominierungen wurden am 23. November 2021 bekanntgegeben. Ursprünglich sollte die Verleihung am 31. Januar 2022 stattfinden, der Termin wurde aber aufgrund der COVID-19-Pandemie auf den 3. April 2022 verschoben und vom traditionellen Austragungsort Los Angeles nach Las Vegas verlegt.
Erfolgreichster Musiker war der Jazz-Pop-Musiker Jon Batiste mit 5 Auszeichnungen, darunter die für das Album des Jahres We Are. Er war mit 11 Nominierungen in den Abend gegangen. Mit ihrem Song Leave the Door Open konnten Anderson Paak und Bruno Mars alias Silk Sonic 4 Auszeichnungen gewinnen: die Hauptkategorien Single und Song des Jahres und Single und Song im Bereich R&B. Die erfolgreichste Chartkünstlerin des Vorjahres Olivia Rodrigo wurde als beste Newcomerin ausgezeichnet und gewann noch 2 Pop-Grammys. 3 Auszeichnungen im Bereich Rock gewannen die Foo Fighters, die allerdings nicht auftraten, weil ihr Schlagzeuger nur knapp eineinhalb Wochen zuvor gestorben war. 3 Mal erfolgreich war auch Chris Stapleton, der den Bereich Country dominierte. CeCe Winans gelang dasselbe mit ihrem Gospelalbum Believe for It in ihrem Genre. Das Duo Tony Bennett & Lady Gaga konnte mit seinem zweiten gemeinsamen Album von 6 Nominierungen 2 in einen Grammy umsetzen, wobei der Grammy für die Produktion eigentlich den Tontechnikern gewidmet ist.

## Hauptkategorien
Single des Jahres (Record of the Year):
- Leave the Door Open von Silk Sonic[4]
- nominiert waren außerdem:
  - I Still Have Faith in You von ABBA
  - Freedom von Jon Batiste
  - I Get a Kick Out of You von Tony Bennett & Lady Gaga
  - Peaches von Justin Bieber featuring Daniel Caesar & Giveon
  - Right on Time von Brandi Carlile
  - Kiss Me More von Doja Cat featuring SZA
  - Happier Than Ever von Billie Eilish
  - Montero (Call Me by Your Name) von Lil Nas X
  - Drivers License von Olivia Rodrigo

Album des Jahres (Album of the Year):
- We Are von Jon Batiste[5]
- nominiert waren außerdem:
  - Love for Sale von Tony Bennett & Lady Gaga
  - Justice (Triple Chucks Deluxe) von Justin Bieber
  - Planet Her (Deluxe) von Doja Cat
  - Happier Than Ever von Billie Eilish
  - Back of My Mind von H.E.R.
  - Montero von Lil Nas X
  - Sour von Olivia Rodrigo
  - Evermore von Taylor Swift
  - Donda von Kanye West

Song des Jahres (Song of the Year):
- Leave the Door Open von Silk Sonic[6]
- nominiert waren außerdem:
  - Bad Habits von Ed Sheeran
  - A Beautiful Noise von Alicia Keys & Brandi Carlile
  - Drivers License von Olivia Rodrigo
  - Fight for You von H.E.R.
  - Happier Than Ever von Billie Eilish
  - Kiss Me More von Doja Cat featuring SZA
  - Montero (Call Me by Your Name) von Lil Nas X
  - Peaches von Justin Bieber featuring Daniel Caesar & Giveon
  - Right on Time von Brandi Carlile

Bester neuer Künstler (Best New Artist):
- Olivia Rodrigo[7]
- nominiert waren außerdem:
  - Arooj Aftab
  - Jimmie Allen
  - Baby Keem
  - Finneas
  - Glass Animals
  - Japanese Breakfast
  - The Kid Laroi
  - Arlo Parks
  - Saweetie

## Pop
Beste Pop-Solodarbietung (Best Pop Solo Performance):
- Drivers License von Olivia Rodrigo
- nominiert waren außerdem:
  - Anyone von Justin Bieber
  - Right on Time von Brandi Carlile
  - Happier Than Ever von Billie Eilish
  - Positions von Ariana Grande

Beste Popdarbietung eines Duos / einer Gruppe (Best Pop Duo / Group Performance):
- Kiss Me More von Doja Cat featuring SZA[8]
- nominiert waren außerdem:
  - I Get a Kick Out of You von Tony Bennett & Lady Gaga
  - Lonely von Justin Bieber & Benny Blanco
  - Butter von BTS
  - Higher Power von Coldplay

Bestes Gesangsalbum – Traditioneller Pop (Best Traditional Pop Vocal Album):
- Love for Sale von Tony Bennett & Lady Gaga
- nominiert waren außerdem:
  - Til We Meet Again (live) von Norah Jones
  - A Tori Kelly Christmas von Tori Kelly
  - Ledisi Sings Nina von Ledisi
  - That’s Life von Willie Nelson
  - A Holly Dolly Christmas von Dolly Parton

Bestes Gesangsalbum – Pop (Best Pop Vocal Album):
- Sour von Olivia Rodrigo[9]
- nominiert waren außerdem:
  - Justice (Triple Chucks Deluxe) von Justin Bieber
  - Planet Her (Deluxe) von Doja Cat
  - Happier Than Ever von Billie Eilish
  - Positions von Ariana Grande

## Dance / Electronic Music
Beste Dance-/Electronic-Aufnahme (Best Dance/Electronic Recording):
- Alive von Rüfüs Du Sol
- nominiert waren außerdem:
  - Hero von Afrojack & David Guetta
  - Loom von Ólafur Arnalds featuring Bonobo
  - Before von James Blake
  - Heartbreak von Bonobo & Totally Enormous Extinct Dinosaurs
  - You Can Do It von Caribou
  - The Business von Tiësto

Bestes Dance-/Electronic-Musikalbum (Best Dance/Electronic Music Album):
- Subconsciously von Black Coffee
- nominiert waren außerdem:
  - Fallen Embers von Illenium
  - Music Is the Weapon (Reloaded) von Major Lazer
  - Shockwave von Marshmello
  - Free Love von Sylvan Esso
  - Judgement von Ten City

## Zeitgenössische Instrumentalmusik
Bestes zeitgenössisches Instrumentalalbum (Best Contemporary Instrumental Album):
- Tree Falls von Taylor Eigsti
- nominiert waren außerdem:
  - Double Dealin’ von Randy Brecker & Eric Marienthal
  - The Garden von Rachel Eckroth
  - At Blue Note Tokyo von der Steve Gadd Band
  - Deep: The Baritone Sessions, Vol. 2 von Mark Lettieri

## Rock
Beste Rock-Darbietung (Best Rock Performance):
- Making a Fire von den Foo Fighters
- nominiert waren außerdem:
  - Shot in the Dark von AC/DC
  - Know You Better (Live from Capitol Studio A) von den Black Pumas
  - Nothing Compares 2 U von Chris Cornell
  - Ohms von den Deftones

Beste Metal-Darbietung (Best Metal Performance):
- The Alien von Dream Theater
- nominiert waren außerdem:
  - Genesis von den Deftones
  - Amazonia von Gojira
  - Pushing the Tides von Mastodon
  - The Triumph of King Freak (A Crypt of Preservation and Superstition) von Rob Zombie

Bester Rocksong (Best Rock Song):
- Waiting on a War von den Foo Fighters (Autoren: Dave Grohl, Taylor Hawkins, Rami Jaffee, Nate Mendel, Chris Shiflett, Pat Smear)
- nominiert waren außerdem:
  - All My Favorite Songs von Weezer (Autoren: Rivers Cuomo, Ashley Gorley, Ben Johnson, Ilsey Juber)
  - The Bandit von den Kings of Leon (Autoren: Caleb Followill, Jared Followill, Matthew Followill, Nathan Followill)
  - Distance von Mammoth WVH (Autor: Wolfgang Van Halen)
  - Find My Way von Paul McCartney (Autor: Paul McCartney)

Bestes Rock-Album (Best Rock Album):
- Medicine at Midnight von den Foo Fighters
- nominiert waren außerdem:
  - Power Up von AC/DC
  - Capitol Cuts – Live from Studio A von den Black Pumas
  - No One Sings like You Anymore Vol. 1 von Chris Cornell
  - McCartney III von Paul McCartney

## Alternative
Bestes Alternative-Album (Best Alternative Music Album):
- Daddy’s Home von St. Vincent
- nominiert waren außerdem:
  - Shore von den Fleet Foxes
  - If I Can’t Have Love, I Want Power von Halsey
  - Jubilee von Japanese Breakfast
  - Collapsed in Sunbeams von Arlo Parks

## R&B
Beste R&B-Darbietung (Best R&B Performance):
- Leave the Door Open von Silk Sonic
- Pick Up Your Feelings von Jazmine Sullivan
- nominiert waren außerdem:
  - Lost You von Snoh Aalegra
  - Peaches von Justin Bieber featuring Daniel Caesar & Giveon
  - Damage von H.E.R.

Beste Darbietung – Traditioneller R&B (Best Traditional R&B Performance):
- Fight for You von H.E.R.
- nominiert waren außerdem:
  - I Need You von Jon Batiste
  - Bring It On Home to Me von BJ the Chicago Kid, PJ Morton & Kenyon Dixon featuring Charlie Bereal
  - Born Again von Leon Bridges featuring Robert Glasper
  - How Much Can a Heart Take von Lucky Daye featuring Yebba

Bester R&B-Song (Best R&B Song):
- Leave the Door Open von Silk Sonic (Autoren: Brandon Anderson, Christopher Brody Brown, Dernst Emile II, Bruno Mars)
- nominiert waren außerdem:
  - Damage von H.E.R. (Autoren: Anthony Clemons Jr., Jeff Gitelman, H.E.R., Carl McCormick, Tiara Thomas)
  - Good Days von SZA (Autoren: Jacob Collier, Carter Lang, Carlos Munoz, Solána Rowe, Christopher Ruelas)
  - Heartbreak Anniversary von Giveon (Autoren: Giveon Evans, Maneesh, Sevn Thomas, Varren Wade)
  - Pick Up Your Feelings von Jazmine Sullivan (Autoren: Denisia Andrews, Audra Mae Butts, Kyle Coleman, Brittany Coney, Michael Holmes, Jazmine Sullivan)

Bestes Progressive-R&B-Album (Best Progressive R&B Album):
- Table for Two von Lucky Daye
- nominiert waren außerdem:
  - New Light von Eric Bellinger
  - Something to Say von Cory Henry
  - Mood Valiant von Hiatus Kaiyote
  - Dinner Party: Dessert von Terrace Martin, Robert Glasper, 9th Wonder & Kamasi Washington
  - Studying Abroad: Extended Stay von Masego

Bestes R&B-Album (Best R&B Album):
- Heaux Tales von Jazmine Sullivan[10]
- nominiert waren außerdem:
  - Temporary Highs in the Violet Skies von Snoh Aalegra
  - We Are von Jon Batiste
  - Gold-Diggers Sound von Leon Bridges
  - Back of My Mind von H.E.R.

## Rap
Beste Rap-Darbietung (Best Rap Performance):
- Family Ties von Baby Keem featuring Kendrick Lamar
- nominiert waren außerdem:
  - Up von Cardi B
  - My Life von J. Cole featuring 21 Savage & Morray
  - Thot Shit von Megan Thee Stallion

Beste Melodic-Rap-Darbietung (Best Melodic Rap Performance):
- Hurricane von Kanye West featuring the Weeknd & Lil Baby
- nominiert waren außerdem:
  - Pride Is the Devil von J. Cole featuring Lil Baby
  - Need to Know von Doja Cat
  - Industry Baby von Lil Nas X featuring Jack Harlow
  - Wusyaname von Tyler, the Creator featuring YoungBoy Never Broke Again & Ty Dolla Sign

Bester Rap-Song (Best Rap Song):
- Jail von Kanye West featuring Jay-Z (Autoren: Dwayne Abernathy Jr., Shawn Carter, Raul Cubina, Michael Dean, Charles M. Njapa, Sean Solymar, Brian Hugh Warner, Kanye West, Mark Williams)
- nominiert waren außerdem:
  - Bath Salts von DMX featuring Jay-Z & Nas (Autoren: Shawn Carter, Kasseem Dean, Michael Forno, Nasir Jones, Earl Simmons)
  - Best Friend von Saweetie featuring Doja Cat (Autoren: Amala Zandelie Dlamini, Lukasz Gottwald, Randall Avery Hammers, Diamonté Harper, Asia Smith, Theron Thomas, Rocco Valdes)
  - Family Ties von Baby Keem featuring Kendrick Lamar (Autoren: Roshwita Larisha Bacha, Hykeem Carter, Tobias Dekker, Colin Franken, Jasper Harris, Kendrick Lamar, Ronald Latour, Dominik Patrzek)
  - My Life von J. Cole featuring 21 Savage & Morray (Autoren: Shéyaa Bin Abraham-Joseph, Jermaine Cole)

Bestes Rap-Album (Best Rap Album):
- Call Me If You Get Lost von Tyler, the Creator
- nominiert waren außerdem:
  - The Off-Season von J. Cole
  - King’s Disease II von Nas
  - Donda von Kanye West

Drake war für Beste Rap-Darbietung und Bestes Rap-Album nominiert, zog aber ohne Angabe von Gründen beide Nominierungen zurück.

## Country
Beste Country-Solodarbietung (Best Country Solo Performance):
- You Should Probably Leave von Chris Stapleton
- nominiert waren außerdem:
  - Forever After All von Luke Combs
  - Remember Her Name von Mickey Guyton
  - All I Do Is Drive von Jason Isbell
  - Camera Roll von Kacey Musgraves

Beste Countrydarbietung eines Duos oder einer Gruppe (Best Country Duo/Group Performance):
- Younger Me von den Brothers Osborne[12]
- nominiert waren außerdem:
  - If I Didn’t Love You von Jason Aldean & Carrie Underwood
  - Glad You Exist von Dan + Shay
  - Chasing After You von Ryan Hurd & Maren Morris
  - Drunk (And I Don’t Wanna Go Home) von Elle King & Miranda Lambert

Bester Countrysong (Best Country Song):
- Cold von Chris Stapleton (Autoren: Dave Cobb, J. T. Cure, Derek Mixon, Chris Stapleton)[13]
- nominiert waren außerdem:
  - Better Than We Found It von Maren Morris (Autoren: Jessie Jo Dillon, Maren Morris, Jimmy Robbins, Laura Veltz)
  - Camera Roll von Kacey Musgraves (Autoren: Ian Fitchuk, Kacey Musgraves, Daniel Tashian)
  - Country Again von Thomas Rhett (Autoren: Zach Crowell, Ashley Gorley, Thomas Rhett)
  - Fancy Like von Walker Hayes (Autoren: Cameron Bartolini, Walker Hayes, Josh Jenkins, Shane Stevens)
  - Remember Her Name von Mickey Guyton (Autoren: Mickey Guyton, Blake Hubbard, Jarrod Ingram, Parker Welling)

Bestes Countryalbum (Best Country Album):
- Starting Over von Chris Stapleton[14]
- nominiert waren außerdem:
  - Skeletons von den Brothers Osborne
  - Remember Her Name von Mickey Guyton
  - The Marfa Tapes von Miranda Lambert, Jon Randall & Jack Ingram
  - The Ballad of Dood & Juanita von Sturgill Simpson

## New Age
Bestes New-Age-Album (Best New Age Album):
- Divine Tides von Stewart Copeland & Ricky Kej
- nominiert waren außerdem:
  - Brothers von Will Ackerman, Jeff Oster & Tom Eaton
  - Pangaea von Wouter Kellerman & David Arkenstone
  - Night + Day von Opium Moon
  - Pieces of Forever von Laura Sullivan

## Jazz
Beste Solo-Jazzimprovisation (Best Improvised Jazz Solo):
- Humpty Dumpty (Set 2) von Chick Corea (aus: Akoustic Band Live von Chick Corea, John Patitucci & Dave Weckl)
- nominiert waren außerdem:
  - Sackodougou von Christian Scott aTunde Adjuah (aus: The Hands of Time von Weedie Braimah)
  - Kick Those Feet von Kenny Barron (aus: Songs from My Father von Gerry Gibbs Thrasher Dream Trios)
  - Bigger Than Us von Jon Batiste (aus dem Filmsoundtrack zu Soul)
  - Absence von Terence Blanchard (Terence Blanchard featuring the E Collective and the Turtle Island Quartet)

Bestes Jazz-Gesangsalbum (Best Jazz Vocal Album):
- Songwrights Apothecary Lab von Esperanza Spalding
- nominiert waren außerdem:
  - Generations vom Baylor Project
  - SuperBlue von Kurt Elling & Charlie Hunter
  - Time Traveler von Nnenna Freelon
  - Flor von Gretchen Parlato

Bestes Jazz-Instrumentalalbum (Best Jazz Instrumental Album):
- Skyline von Ron Carter, Jack DeJohnette & Gonzalo Rubalcaba
- nominiert waren außerdem:
  - Jazz Selections: Music from and Inspired by Soul von Jon Batiste
  - Absence von Terence Blanchard featuring the E Collective and the Turtle Island Quartet
  - Akoustic Band Live von Chick Corea, John Patitucci & Dave Weckl
  - Side-Eye NYC (V1.IV) von Pat Metheny

Bestes Album eines Jazz-Großensembles (Best Large Jazz Ensemble Album):
- For Jimmy, Wes and Oliver von der Christian McBride Big Band
- nominiert waren außerdem:
  - Live at Birdland! vom Count Basie Orchestra unter Leitung von Scotty Barnhart
  - Dear Love von Jazzmeia Horn and Her Noble Force
  - Swirling vom Sun Ra Arkestra
  - Jackets XL von den Yellowjackets und der WDR Big Band

Bestes Latin-Jazz-Album (Best Latin Jazz Album):
- Mirror Mirror von Eliane Elias mit Chick Corea und Chucho Valdés
- nominiert waren außerdem:
  - The South Bronx Story von Carlos Henriquez
  - Virtual Birdland von Arturo O’Farrill & the Afro Latin Jazz Orchestra
  - Transparency vom Dafnis Prieto Sextet
  - El Arte del Bolero von Miguel Zenón & Luis Perdomo

## Gospel / Christliche Popmusik
Beste Darbietung / bester Song Gospel (Best Gospel Performance / Song):
- Never Lost von CeCe Winans (Autorin: CeCe Winans)
- nominiert waren außerdem:
  - Voice of God von Dante Bowe featuring Steffany Gretzinger & Chandler Moore (Autoren: Dante Bowe, Tywan Mack, Jeff Schneeweis, Mitch Wong)
  - Joyful von Dante Bowe (Autoren: Dante Bowe, Ben Schofield)
  - Help von Anthony Brown & Group Therapy (Autoren: Anthony Brown & Darryl Woodson)
  - Wait on You von Elevation Worship & Maverick City Music (Autoren: Dante Bowe, Brandon Lake, Chandler Moore, Chris Brown, Tiffany Hudson, Steven Furtick)

Beste Darbietung / bester Song der christlichen Popmusik (Best Contemporary Christian Music Performance / Song):
- Believe for It von CeCe Winans (Autoren: Dwan Hill, Kyle Lee, CeCe Winans, Mitch Wong)
- nominiert waren außerdem:
  - We Win von Kirk Franklin & Lil Baby (Autoren: Kirk Franklin, Dominique Jones, Cynthia Nunn, Justin Smith)
  - Hold Us Together (Hope Mix) von H.E.R. & Tauren Wells (Autoren: Josiah Bassey, Dernst Emile, H.E.R.)
  - Man of Your Word von Chandler Moore & KJ Scriven (Autoren: Jonathan Jay, Nathan Jess, Chandler Moore)
  - Jireh von Elevation Worship & Maverick City Music featuring Chandler Moore & Naomi Raine (Autoren: Chris Brown, Steven Furtick, Chandler Moore, Naomi Raine)

Bestes Gospel-Album (Best Gospel Album):
- Believe for It von CeCe Winans
- nominiert waren außerdem:
  - Changing Your Story von Jekalyn Carr
  - Royalty: Live at the Ryman von Tasha Cobbs Leonard
  - Jubilee: Juneteenth Edition von Maverick City Music
  - Jonny x Mali: Live in LA von Jonathan McReynolds & Mali Music

Bestes Album der christlichen Popmusik (Best Contemporary Christian Music Album):
- Old Church Basement von Elevation Worship & Maverick City Music
- nominiert waren außerdem:
  - No Stranger von Natalie Grant
  - Feels like Home Vol. 2 von Israel & New Breed
  - The Blessing (live) von Kari Jobe
  - Citizen of Heaven (live) von Tauren Wells

Bestes Roots-Gospel-Album (Best Roots Gospel Album):
- My Savior von Carrie Underwood
- nominiert waren außerdem:
  - Alone with My Faith von Harry Connick Jr.
  - That’s Gospel, Brother von der Gaither Vocal Band
  - Keeping On von Ernie Haase & Signature Sound
  - Songs for the Times von den Isaacs

## Latin
Bestes Latin-Pop-Album (Best Latin Pop Album):
- Mendó von Alex Cuba
- nominiert waren außerdem:
  - Vértigo von Pablo Alborán
  - Mis amores von Paula Arenas
  - Hecho a la Antigua von Ricardo Arjona
  - Mis manos von Camilo
  - Revelación von Selena Gomez

Bestes Música-Urbana-Album (Best Música Urbana Album):
- El último tour del mundo von Bad Bunny
- nominiert waren außerdem:
  - Afrodisíaco von Rauw Alejandro
  - José von J Balvin
  - KG0516 von Karol G
  - Sin miedo (del amor y otros demonios) ∞ von Kali Uchis

Bestes Latin-Rock- oder -Alternative-Album (Best Latin Rock or Alternative Album):
- Origen von Juanes
- nominiert waren außerdem:
  - Deja von Bomba Estéreo
  - Mira lo que me hiciste hacer (Deluxe Edition) von Diamante Eléctrico
  - Calambre von Nathy Peluso
  - El Madrileño von C. Tangana
  - Sonidos de karmática resonancia von Zoé

Bestes Album mit regionaler mexikanischer Musik einschließlich Tejano (Best Regional Mexican Music Album – Including Tejano):
- A mis 80’s von Vicente Fernández
- nominiert waren außerdem:
  - Antología de la música ranchera, vol. 2 von Aida Cuevas
  - Seis von Mon Laferte
  - Un canto por México, vol. II von Natalia Lafourcade
  - Ayayay! (Súper Deluxe) von Christian Nodal

Bestes Tropical-Latinalbum (Best Tropical Latin Album):
- Salswing! von Rubén Blades y Roberto Delgado & Orquesta
- nominiert waren außerdem:
  - En cuarentena von El Gran Combo de Puerto Rico
  - Sin salso no hay paraíso von Aymée Nuviola
  - Colegas von Gilberto Santa Rosa
  - Live in Peru von Tony Succar

## Amerikanische Wurzeln (American Roots)
Beste American-Roots-Darbietung (Best American Roots Performance):
- Cry von Jon Batiste
- nominiert waren außerdem:
  - Love and Regret von Billy Strings
  - I Wish I Knew How It Would Feel to Be Free von The Blind Boys of Alabama & Béla Fleck
  - Same Devil von Brandy Clark featuring Brandi Carlile
  - Nightflyer von Allison Russell

Bestes American-Roots-Lied (Best American Roots Song):
- Cry von Jon Batiste (Autoren: Jon Batiste, Steve McEwan)
- nominiert waren außerdem:
  - Avalon von Rhiannon Giddens with Francesco Turrisi (Autoren: Rhiannon Giddens, Justin Robinson, Francesco Turrisi)
  - Call Me a Fool von Valerie June featuring Carla Thomas (Autorin: Valerie June)
  - Diamond Studded Shoes von Yola (Autoren: Dan Auerbach, Natalie Hemby, Aaron Lee Tasjan, Yola)
  - Nightflyer von Allison Russell (Autoren: Jeremy Lindsay, Allison Russell)

Bestes Americana-Album (Best Americana Album):
- Native Sons von Los Lobos
- nominiert waren außerdem:
  - Downhill from Everywhere von Jackson Browne
  - Leftover Feelings von John Hiatt with the Jerry Douglas Band
  - Outside Child von Allison Russell
  - Stand for Myself von Yola

Bestes Bluegrass-Album (Best Bluegrass Album):
- My Bluegrass Heart von Béla Fleck
- nominiert waren außerdem:
  - Renewal von Billy Strings
  - A Tribute to Bill Monroe von den Infamous Stringdusters
  - Cuttin’ Grass – Vol. 1 (Butcher Shoppe Sessions) von Sturgill Simpson
  - Music Is What I See von Rhonda Vincent

Bestes traditionelles Blues-Album (Best Traditional Blues Album):
- I Be Trying von Cedric Burnside[15]
- nominiert waren außerdem:
  - 100 Years of Blues von Elvin Bishop & Charlie Musselwhite
  - Traveler’s Blues von Blues Traveler
  - Be Ready When I Call You von Guy Davis
  - Take Me Back von Kim Wilson

Bestes zeitgenössisches Blues-Album (Best Contemporary Blues Album):
- 662 von Christone „Kingfish“ Ingram[16]
- nominiert waren außerdem:
  - Delta Kream von den Black Keys featuring Eric Deaton & Kenny Brown
  - Royal Tea von Joe Bonamassa
  - Uncivil War von Shemekia Copeland
  - Fire It Up von Steve Cropper

Bestes Folkalbum (Best Folk Album):
- They’re Calling Me Home von Rhiannon Giddens with Francesco Turrisi
- nominiert waren außerdem:
  - One Night Lonely (live) von Mary Chapin Carpenter
  - Long Violent History von Tyler Childers
  - Wednesday (Extended Edition) von Madison Cunningham
  - Blue Heron Suite von Sarah Jarosz

Bestes Album mit Musik mit regionalen Wurzeln (Best Regional Roots Music Album):
- Kau ka pe'a von Kalani Pe'a
- nominiert waren außerdem:
  - Live in New Orleans! von Sean Ardoin and Kreole Rock and Soul
  - Bloodstains & Teardrops von Big Chief Monk Boudreaux
  - My People von Cha Wa
  - Corey Ledet Zydeco von Corey Ledet Zydeco

## Reggae
Bestes Reggae-Album (Best Reggae Album):
- Beauty in the Silence von SOJA
- nominiert waren außerdem:
  - Pamoja von Etana
  - Positive Vibration von Gramps Morgan
  - Live n Livin von Sean Paul
  - Royal von Jesse Royal
  - 10 von Spice

## Globale Musik
Beste Darbietung globaler Musik (Best Global Music Performance):
- Mohabbat von Arooj Aftab
- nominiert waren außerdem:
  - Do Yourself von Angélique Kidjo & Burna Boy
  - Pà pá pà von Femi Kuti
  - Blewu von Yo-Yo Ma & Angélique Kidjo
  - Essence von Wizkid featuring Tems

Bestes Album mit globaler Musik (Best Global Music Album):
- Mother Nature von Angélique Kidjo
- nominiert waren außerdem:
  - Voice of Bunbon, Vol. 1 von Rocky Dawuni
  - East West Players Presents: Daniel Ho & Friends Live in Concert von Daniel Ho & Friends
  - Legacy + von Femi Kuti and Made Kuti
  - Made in Lagos (Deluxe Edition) von Wizkid

## Für Kinder
Bestes Kindermusikalbum (Best Children’s Music Album):
- A Colorful World von Falu
- nominiert waren außerdem:
  - Actívate von 123 Andrés
  - All One Tribe von 1 Tribe Collective
  - Black to the Future von Pierce Freelon
  - Crayon Kids von Lucky Diaz and the Family Jam Band

## Sprache
Bestes gesprochenes Album (eingeschlossen Lyrik, Hörbücher und Storytelling) (Best Spoken Word Album – includes poetry, audio books & storytelling):
- Carry On: Reflections for a New Generation from John Lewis von Don Cheadle
- nominiert waren außerdem:
  - Aftermath von LeVar Burton
  - Catching Dreams: Live at Fort Knox Chicago von J. Ivy
  - 8:46 von Dave Chappelle & Amir Sulaiman
  - A Promised Land von Barack Obama

## Comedy
Bestes Comedyalbum (Best Comedy Album):
- Sincerely Louis CK von Louis C. K.
- nominiert waren außerdem:
  - The Comedy Vaccine von Lavell Crawford
  - Evolution von Chelsea Handler
  - Thanks for Risking Your Life von Lewis Black
  - The Greatest Average American von Nate Bargatze
  - Zero F*cks Given von Kevin Hart

## Musical-Theater
Bestes Musical-Theater-Album (Best Musical Theater Album):
- The Unofficial Bridgerton Musical von Barlow & Bear (Produzentin: Emily Bear; Text und Musik: Abigail Barlow, Emily Bear)[17]
- nominiert waren außerdem:
  - Andrew Lloyd Webber’s Cinderella von der Original Album Cast (Produzenten: Andrew Lloyd Webber, Nick Lloyd Webber, Greg Wells; Text und Musik: Andrew Lloyd Webber, David Zippel)
  - Burt Bacharach and Steven Sater’s Some Lovers von der World Premier Cast (Produzenten: Burt Bacharach, Michael Croiter, Ben Hartman, Steven Sater; Musik: Burt Bacharach; Text: Steven Sater)
  - Girl from the North Country von der Original Broadway Cast (Produzenten: Simon Hale, Conor McPherson, Dean Sharenow; Text und Musik: Bob Dylan)
  - Les Misérables: The Staged Concert (The Sensational 2020 Live Recording) von der 2020 Les Misérables Staged Concert Company (Produzenten: Cameron Mackintosh, Lee McCutcheon, Stephen Metcalfe; Musik: Claude-Michel Schönberg; Text: Alain Boublil, John Caird, Herbert Kretzmer, Jean-Marc Natel, Trevor Nunn)
  - Stephen Schwartz’s Snapshots von der World Premiere Cast (Produzenten: Daniel C. Levine, Michael J. Moritz Jr., Bryan Perri, Stephen Schwartz; Text und Musik: Stephen Schwartz)

## Musik für visuelle Medien (Film, Fernsehen, Videospiele usw.)
Bester zusammengestellter Soundtrack für visuelle Medien (Best Compilation Soundtrack for Visual Media):
- The United States vs. Billie Holiday von Andra Day
- nominiert waren außerdem:
  - Cruella von verschiedenen Interpreten
  - Dear Evan Hansen von verschiedenen Interpreten
  - In the Heights von verschiedenen Interpreten
  - One Night in Miami … von verschiedenen Interpreten
  - Respect von Jennifer Hudson
  - Schmigadoon! Episode 1 von verschiedenen Interpreten

Bester komponierter Soundtrack für visuelle Medien (Best Score Soundtrack for Visual Media):
- The Queen’s Gambit von Carlos Rafael Rivera
- Soul von Jon Batiste, Trent Reznor & Atticus Ross
- nominiert waren außerdem:
  - Bridgerton von Kris Bowers
  - Dune von Hans Zimmer
  - The Mandalorian: Season 2 – Vol. 2 (Chapters 13-16) von Ludwig Göransson

Bester Song geschrieben für visuelle Medien (Best Song Written for Visual Media):
- All Eyes on Me von Bo Burnham (Autor: Bo Burnham; Film: Inside)
- nominiert waren außerdem:
  - Agatha All Along von Kristen Anderson-Lopez & Robert Lopez featuring Kathryn Hahn, Eric Bradley, Greg Whipple, Jasper Randall & Gerald White (Autoren: Kristen Anderson-Lopez, Robert Lopez; Film: WandaVision, Episode 7)
  - All I Know So Far von Pink (Autoren: Alicia Moore, Benj Pasek, Justin Paul; Film: P!nk – All I Know So Far)
  - Fight for You von H.E.R. (Autoren: Dernst Emile II, H.E.R., Tiara Thomas; Film: Judas and the Black Messiah)
  - Here I Am (Singing My Way Home) von Jennifer Hudson (Autoren: Jamie Hartman, Jennifer Hudson, Carole King; Film: Respect)
  - Speak Now von Leslie Odom Jr. (Autoren: Sam Ashworth, Leslie Odom Jr.; Film: One Night in Miami …)

## Komposition/Arrangement
Beste Instrumentalkomposition (Best Instrumental Composition):
- Eberhard von Lyle Mays (Komponist: Lyle Mays)
- nominiert waren außerdem:
  - Beautiful Is Black von Brandee Younger (Komponistin: Brandee Younger)
  - Cat and Mouse von Tom Nazziola (Komponist: Tom Nazziola)
  - Concerto for Orchestra: Finale von Vince Mendoza and the Czech National Symphony Orchestra featuring Antionio Sánchez & Derrick Hodge (Komponist: Vince Mendoza)
  - Dreaming in Lions: Dreaming in Lions von Arturo O’Farrill and the Afro Latin Jazz Ensemble (Komponist: Arturo O’Farrill)

Bestes Instrumental- oder A-cappella-Arrangement (Best Arrangement, Instrumental or A Cappella):
- Meta Knight’s Revenge (aus Kirby Superstar) von der 8-Bit Big Band featuring Button Masher (Arrangeure: Charlie Rosen, Jake Silverman)
- nominiert waren außerdem:
  - Chopsticks von Richard Baratta (Arrangeur: Bill O’Connell)
  - For the Love of a Princess (aus Braveheart) von Hauser und dem London Symphony Orchestra unter Leitung von Robin Smith (Arrangeur: Robin Smith)
  - Infinite Love von Emile Mosseri (Arrangeur: Emile Mosseri)
  - The Struggle Within von Rodrigo y Gabriela (Arrangeure: Gabriela Quintero, Rodrigo Sanchez)

Bestes Arrangement von Instrumenten und Gesang (Best Arrangement, Instruments and Vocals):
- The Edge of Longing (Edit Version) von Vince Mendoza and the Czech National Symphony Orchestra & Julia Bullock (Arrangeur: Vince Mendoza)
- nominiert waren außerdem:
  - The Bottom Line von Ólafur Arnalds & Josin (Arrangeur: Ólafur Arnalds)
  - A Change Is Gonna Come von Tonality & Alexander Lloyd Blake (Arrangeur: Tehillah Alphonso)
  - The Christmas Song (Chestnuts Roasting on an Open Fire) von Jacob Collier (Arrangeur: Jacob Collier)
  - Eleanor Rigby von Cody Fry (Arrangeur: Cody Fry)

## Sonderausgaben, Texte und Historisches
Bestes Aufnahme-Paket (Best Recording Package):
- Pakelang von der 2nd Generation Falangao Singing Group and the Chairman Crossover Big Band (Künstlerische Leiter: Li Jheng Han, Yu Wei)
- nominiert waren außerdem:
  - American Jackpot / American Girls von Reckless Kelly (Künstlerische Leiter: Sarah Dodds, Shauna Dodds)
  - Carnage von Nick Cave & Warren Ellis (Künstlerische Leiter: Nick Cave, Tom Hingston)
  - Serpentine Prison von Matt Berninger (Künstlerische Leiterin: Dayle Doyle)
  - Zeta von Soul of Ears (Künstlerischer Leiter: Xiao Qing Yang)

Bestes Paket als Box oder limitierte Sonderausgabe (Best Boxed or Special Limited Edition Package):
- All Things Must Pass: 50th Anniversary Edition von George Harrison (Künstlerische Leiter: Darren Evans, Dhani Harrison, Olivia Harrison)
- nominiert waren außerdem:
  - Color Theory von Soccer Mommy (Künstlerische Leiter: Lordess Foudre, Christopher Leckie)
  - The Future Bites (Limited Edition Box Set) von Steven Wilson (Künstlerischer Leiter: Simon Moore)
  - 77–81 von der Gang of Four (Künstlerische Leiter: Dan Calderwood, Jon King)
  - Swimming in Circles von Mac Miller (Künstlerische Leiter: Ramón Coronado, Marshall Rake)

Bester Album-Begleittext (Best Album Notes):
- The Complete Louis Armstrong Columbia and RCA Victor Studio Sessions 1946–1966 von Louis Armstrong (Verfasser: Ricky Riccardi)
- nominiert waren außerdem:
  - Beethoven: The Last Three Sonatas von Sunwook Kim (Verfasserin: Ann-Katrin Zimmermann)
  - Creation Never Sleeps, Creation Never Dies: The Willie Dunn Anthology von Willie Dunn (Verfasser: Kevin Howes)
  - Etching the Voice: Emile Berliner and the First Commercial Gramophone Discs, 1889–1895 von verschiedenen Interpreten (Verfasser: David Giovannoni, Richard Martin, Stephan Puille)
  - The King of Gospel Music: The Life and Music of Reverend James Cleveland von verschiedenen Interpreten (Verfasser: Robert Marovich)

Bestes historisches Album (Best Historical Album):
- Joni Mitchell Archives, Vol. 1: The Early Years (1963–1967) von Joni Mitchell (Produzenten der Zusammenstellung: Patrick Milligan, Joni Mitchell; Technik: Bernie Grundman)
- nominiert waren außerdem:
  - Marian Anderson - Beyond the Music: Her Complete RCA Victor Recordings von Marian Anderson (Produzent der Zusammenstellung: Robert Russ; Technik: Nancy Conforti, Andreas K. Meyer, Jennifer Nulsen)
  - Etching the Voice: Emile Berliner and the First Commercial Gramophone Discs, 1889–1895 von verschiedenen Interpreten (Produzenten der Zusammenstellung: Meagan Hennessey, Richard Martin; Technik: Richard Martin)
  - Excavated Shellac: An Alternate History of the World’s Music von verschiedenen Interpreten (Produzenten der Zusammenstellung: April Ledbetter, Steven Lance Ledbetter, Jonathan Ward; Technik: Michael Graves)
  - Sign o’ the Times (Super Deluxe Edition) von Prince (Produzenten der Zusammenstellung: Trevor Guy, Michael Howe, Kirk Johnson; Technik: Bernie Grundman)

## Produktion, ohne Klassik
Beste Abmischung eines Albums, ohne Klassik (Best Engineered Album, Non-Classical):
- Love for Sale von Tony Bennett & Lady Gaga (Technik: Dae Bennett, Josh Coleman, Billy Cumella; Mastering: Greg Calbi, Steve Fallone)
- nominiert waren außerdem:
  - Cinema von den Marías (Technik: Josh Conway, Marvin Figueroa, Josh Gudwin, Neal H. Pogue, Ethan Shumaker; Mastering: Joe LaPorta)
  - Dawn von Yebba (Technik: Thomas Brenneck, Zach Brown, Elton Chueng, Riccardo Damian, Tom Elmhirst, Jens Jungkurth, Todd Monfalcone, John Rooney, Smino; Mastering: Randy Merrill)
  - Hey What von Low (Technik: BJ Burton; Mastering: BJ Burton)
  - Notes with Attachments von Pino Palladino & Blake Mills (Technik: Joseph Lorge, Blake Mills; Mastering: Greg Koller)

Produzent des Jahres, ohne Klassik (Producer of the Year, Non-Classical):
- Jack Antonoff[18]
- nominiert waren außerdem:
  - Rogét Chahayed
  - Mike Elizondo
  - Hit-Boy
  - Ricky Reed

Beste Remix-Aufnahme (Best Remixed Recording):
- Passenger von den Deftones: Mike Shinoda Remix von Mike Shinoda
- nominiert waren außerdem:
  - Back to Life von Soul II Soul: Booker T Kings of Soul Satta Dub von Booker T
  - Born for Greatness von Papa Roach: Cymek Remix von Spencer Bastin
  - Constant Craving von K. D. Lang: Fashionably Late Remix von Tracy Young
  - Inside Out von Zedd & Griff: 3scape DRM Remix von 3scape DRM
  - Met Him Last Night von Demi Lovato & Ariana Grande: Dave Audé Remix von Dave Audé
  - Talks von PVA: Mura Masa Remix von Alexander Crossan

## Produktion, Immersive Audio
Bestes Immersive-Audio-Album (Best Immersive Audio Album):
- Alicia von Alicia Keys (Technik: George Massenburg, Eric Schilling, Michael Romanowski, Ann Mincieli)
- nominiert waren außerdem:
  - Clique von Patricia Barber (Technik: Jim Anderson, Ulrike Schwarz, Bob Ludwig)
  - Fine Line von Harry Styles (Technik: Greg Penny)
  - The Future Bites von Steven Wilson (Technik: Jake Fields, Steven Wilson, Bob Ludwig)
  - Stille Grender von Anne Karin Sundal-Ask & Det Norske Jentekor (Technik: Morten Lindberg)

## Produktion, Klassik
Beste Abmischung eines Albums, Klassik (Best Engineered Album, Classical):
- Chanticleer Sings Christmas von Chanticleer (Technik: Leslie Ann Jones, Michael Romanowski)
- nominiert waren außerdem:
  - Archetypes von Sérgio Assad, Clarice Assad Third Coast Percussion (Technik: Jonathan Lackey, Bill Maylone, Dan Nichols)
  - Beethoven: Cello Sonatas – Hope Amid Tears von Yo-Yo Ma & Emanuel Ax (Technik: Richard King)
  - Beethoven: Symphony No. 9 vom Mendelssohn Choir of Pittsburgh und dem Pittsburgh Symphony Orchestra unter Leitung von Manfred Honeck (Technik: Mark Donahue)
  - Mahler: Symphony No. 8, ‘Symphony of a Thousand’ von Fernando Malvar-Ruiz, Luke McEndarfer, Robert Istad, Grant Gershon, dem Los Angeles Children’s Chorus, dem Los Angeles Master Chorale, dem National Children’s Chorus, dem Pacific Chorale und dem Los Angeles Philharmonic unter Leitung von Gustavo Dudamel (Technik: Alexander Lipay, Dmitriy Lipay)

Klassikproduzent des Jahres (Producer of the Year, Classical):
- Judith Sherman
- nominiert waren außerdem:
  - Blanton Alspaugh
  - Steven Epstein
  - David Frost
  - Elaine Martone

## Klassische Musik
Beste Orchesterdarbietung (Best Orchestral Performance):
- Price: Symphonies Nos. 1 & 3 vom Philadelphia Orchestra unter Leitung von Yannick Nézet-Séguin
- nominiert waren außerdem:
  - Adams: My Father Knew Charles Ives; Harmonielehre vom Nashville Symphony Orchestra unter Leitung von Giancarlo Guerrero
  - Beethoven: Symphony No. 9 vom Mendelssohn Choir of Pittsburgh und dem Pittsburgh Symphony Orchestra unter Leitung von Manfred Honeck
  - Muhly: Throughline von der San Francisco Symphony unter Leitung von Nico Muhly
  - Strauss: Also sprach Zarathustra; Scriabin: The Poem of Ecstasy vom Seattle Symphony Orchestra unter Leitung von Thomas Dausgaard

Beste Opernaufnahme (Best Opera Recording):
- Glass: Akhnaten von J’Nai Bridges, Anthony Roth Costanzo, Zachary James, Dísella Lárusdóttir und dem Metropolitan Opera Orchestra und Chorus unter Leitung von Karen Kamensek (Produzent: David Frost)
- nominiert waren außerdem:
  - Bartók: Bluebeard’s Castle von Mika Kares, Szilvia Vörös und dem Helsinki Philharmonic Orchestra unter Leitung von Susanna Mälkki (Produzent: Robert Suff)
  - Janáček: Cunning Little Vixen von Sophia Burgos, Lucy Crowe, Gerald Finley, Peter Hoare, Anna Lapkovskaja, Paulina Malefane, Jan Martinik, Hanno Müller-Brachmann und dem London Symphony Orchestra und Chorus unter Leitung von Simon Rattle (Produzent: Andrew Cornall)
  - Little: Soldier Songs von Johnathan McCullough und dem Opera Philadelphia Orchestra unter Leitung von Corrado Rovaris (Produzenten: James Darrah, John Toia)
  - Poulenc: Dialogues des Carmélites von Karen Cargill, Isabel Leonard, Karita Mattila, Erin Morley, Adrianne Pieczonka und dem Metropolitan Opera Orchestra und Chorus unter Leitung von Yannick Nézet-Séguin (Produzent: David Frost)

Beste Chordarbietung (Best Choral Performance):
- Mahler: Symphony No. 8, ‘Symphony of a Thousand’ von Leah Crocetto, Mihoko Fujimura, Ryan McKinny, Erin Morley, Tamara Mumford, Simon O’Neill, Morris Robinson, Tamara Wilson und dem Los Angeles Children’s Chorus unter Leitung von Fernando Malvar-Ruiz, dem Los Angeles Master Chorale unter Leitung von Grant Gershon, dem National Children’s Chorus unter Leitung von Luke McEndarfer, dem Pacific Chorale unter Leitung von Robert Istad und dem Los Angeles Philharmonic unter Leitung von Gustavo Dudamel
- nominiert waren außerdem:
  - It’s a Long Way von Jonas Budris, Carrie Cheron, Fiona Gillespie, Nathan Hodgson, Helen Karloski, Enrico Lagasca, Megan Roth, Alissa Ruth Suver, Dana Whiteside und dem Skylark Vocal Ensemble unter Leitung von Matthew Guard
  - Rising w/ the Crossing vom International Contemporary Ensemble & Quicksilver und The Crossing unter Leitung von Donald Nally
  - Schnittke: Choir Concerto / Three Sacred Hymns; Pärt: Seven Magnificat-Antiphons vom Estonian Philharmonic Chamber Choir unter Leitung von Heli Jürgenson und Kaspars Putniņš
  - Sheehan: Liturgy of Saint John Chrysostom von Michael Hawes, Timothy Parsons, Jason Thoms und dem Saint Tikhon Choir unter Leitung von Benedict Sheehan
  - The Singing Guitar von Estelí Gomez, dem Austin Guitar Quartet, Douglas Harvey, dem Los Angeles Guitar Quartet, dem Texas Guitar Quartet und Conspirare unter Leitung von Craig Hella Johnson

Beste Kammermusik-/Kleinensembledarbietung (Best Chamber Music/Small Ensemble Performance):
- Beethoven: Cello Sonatas – Hope Amid Tears von Yo-Yo Ma & Emanuel Ax
- nominiert waren außerdem:
  - Adams: Lines Made by Walking vom JACK Quartet
  - Akiho: Seven Pillars von Sandbox Percussion
  - Archetypes von Sérgio Assad, Clarice Assad & Third Coast Percussion
  - Bruits von Imani Winds

Bestes klassisches Instrumentalsolo (Best Classical Instrumental Solo):
- Alone Together von Jennifer Koh
- nominiert waren außerdem:
  - An American Mosaic von Simone Dinnerstein
  - Bach: Sonatas & Partitas von Augustin Hadelich
  - Beethoven & Brahms: Violin Concertos von Gil Shaham mit den Knights unter Leitung von Eric Jacobsen
  - Mak Back von Mak Grgić
  - Of Power von Curtis Stewart

Bestes klassisches Sologesangsalbum (Best Classical Solo Vocal Album):
- Mythologies von Sangeeta Kaur und Hila Plitmann mit Virginie D’Avezac De Castera, Lili Haydn, Wouter Kellerman, Nadeem Majdalany, Eru Matsumoto und Emilio D. Miler
- nominiert waren außerdem:
  - Confessions von Laura Strickling mit Begleitung von Joy Schreier
  - Dreams of a New Day – Songs by Black Composers von Will Liverman mit Begleitung von Paul Sánchez
  - Schubert: Winterreise von Joyce DiDonato mit Begleitung von Yannick Nézet-Séguin
  - Unexpected Shadows von Jamie Barton mit Begleitung von Jake Heggie und mit Matt Haimovitz

Bestes klassisches Sammelprogramm (Best Classical Compendium):
- Women Warriors – The Voices of Change vom Orchestra Moderne NYC unter Leitung von Amy Andersson (Produzenten: Amy Andersson, Mark Mattson, Lolita Ritmanis)
- nominiert waren außerdem:
  - American Originals – A New World, a New Canon von Agave & Reginald L. Mobley (Produzent: Geoffrey Silver)
  - Berg: Violin Concerto, Seven Early Songs & Three Pieces for Orchestra von der San Francisco Symphony unter Leitung von Michael Tilson Thomas (Produzent: Jack Vad)
  - Cerrone: The Arching Path von Timo Andres und Ian Rosenbaum (Produzent: Mike Tierney)
  - Plays von Chick Corea (Produzenten: Chick Corea, Birnie Kirsh)

Beste zeitgenössische klassische Komposition (Best Contemporary Classical Composition):
- Narrow Sea von Caroline Shaw (Interpreten: Dawn Upshaw, Gilbert Kalish & Sō Percussion)
- nominiert waren außerdem:
  - Seven Pillars von Andy Akiho (Interpreten: Sandbox Percussion)
  - The Only One von Louis Andriessen (Interpreten: Esa-Pekka Salonen, Nora Fischer & Los Angeles Philharmonic)
  - Archetypes von Clarice Assad, Sérgio Assad, Sean Connors, Robert Dillon, Peter Martin, David Skidmore (Interpreten: Sérgio Assad, Clarice Assad & Third Coast Percussion)
  - Movement 11' von Jon Batiste (Interpret: Jon Batiste)

## Musikvideo / -film
Bestes Musikvideo (Best Music Video):
- Freedom von Jon Batiste (Regie: Alan Ferguson; Produzent: Alex P. Willson)[19]
- nominiert waren außerdem:
  - Shot in the Dark von AC/DC (Regie: David Mallet; Produzentin: Dione Orrom)
  - I Get a Kick Out of You von Tony Bennett & Lady Gaga (Regie: Jennifer Lebeau; Produzenten: Danny Bennett, Bobby Campbell, Jennifer Lebeau)
  - Peaches von Justin Bieber featuring Daniel Caesar & Giveon (Regie: Collin Tilley)
  - Happier Than Ever von Billie Eilish (Regie: Billie Eilish; Produzenten: Michelle An, Chelsea Dodson, David D. Moore)
  - Montero (Call Me by Your Name) von Lil Nas X (Regie: Lil Nas X, Tanu Muino; Produzenten: Frank Borin, Ivanna Borin, Marco De Molina, Saul Levitz)
  - Good 4 U von Olivia Rodrigo (Regie: Petra Collins; Produzentinnen: Christiana Divona, Marissa Ramirez, Tiffany Suh)

Bester Musikfilm (Best Music Film):
- Summer of Soul (…Or, When the Revolution Could Not Be Televised) von verschiedenen Interpreten (Regie: Amir Thompson; Produzenten: David Dinerstein, Robert Fyvolent, Joseph Patel)
- nominiert waren außerdem:
  - Inside von Bo Burnham (Regie: Bo Burnham; Produzent: Josh Senior)
  - David Byrne’s American Utopia von David Byrne (Regie: Spike Lee; Produzent: David Byrne, Spike Lee)
  - Happier Than Ever: A Love Letter to Los Angeles von Billie Eilish (Regie: Patrick Osborne, Robert Rodriguez)
  - Music, Money, Madness ... Jimi Hendrix in Maui von Jimi Hendrix (Regie: John McDermott; Produzenten: Janie Hendrix, John McDermott, George Scott)